# The Works (álbum)
The Works (en español: Las obras) es el undécimo álbum de estudio de la banda de rock Queen, lanzado al mercado el 27 de agosto de 1984 por EMI en el Reino Unido y por Capital Records en Estados Unidos. El disco fue grabado en los estudios Record Plant y Musicland entre agosto de 1983 y enero de 1984. Esta obra marcó un regreso parcial del grupo a sus raíces dentro de la música rock, aunque este acercamiento fue mucho más ligero. También es el álbum de Queen donde hay un mayor uso de música electrónica.
The Works fue el álbum de Queen con mayor permanencia en el ranking musical del Reino Unido (93 semanas), llegando al puesto número 2. En Estados Unidos no provocó mayor impacto siendo que la mentalidad de la época no le agradó para nada el chiste del Videoclip "I Want To Break Free" en el que se visten de mujeres que inició un problema que los veto de los Estados Unidos aún sumando al problema con su Discográfica del entonces ayudó a que el reinado de Queen se limitara en Europa, Asia, Australia y el resto de América,  aunque algo distinto sucedería en Latinoamérica donde fue un gran éxito con canciones como Radio Ga Ga, It's a Hard Life y I Want to Break Free.
El álbum fue producido por Queen y Reinhold Mack y promocionado por la gira The Works Tour entre 1984 y 1985.

## Historia
Tras el lanzamiento de Hot Space en 1982 y la gira que le siguió, los cuatro integrantes de Queen decidieron tomarse un descanso de un año, dedicándose a sus proyectos solistas. Pese a que inicialmente existió la posibilidad de una gira por Sudamérica durante la primavera, en especial luego del éxito de la banda dos años atrás, los planes se vieron frustrados por problemas relacionados con el equipo y la promoción de la gira. Brian May trabajaba junto a Eddie Van Halen en Star Fleet Project, mientras que Freddie Mercury comenzaba a trabajar en su primer álbum solista. Sin embargo, para agosto de 1983, la banda había vuelto a juntarse y trabajaba en su undécimo álbum de estudio. Este nuevo álbum de Queen sería el primero para EMI (y Capitol Records, su afiliado en Estados Unidos) después de que la banda anulara su contrato con Elektra Records para Estados Unidos, Canadá, Australia y Japón.
La grabación comenzó en los estudios Record Plant en Los Ángeles (era la primera vez que Queen grababa en Estados Unidos) y Musicland en Múnich. En esta misma época, Jim Beach, su representante, les ofreció la oportunidad de componer la banda de sonido para la película The Hotel New Hampshire. El grupo aceptó, pero enseguida descubrió que pasaba la mayor parte de su tiempo dedicada a la banda de sonido y no en la preparación de su álbum, por lo que se bajó del proyecto. Solamente una canción escrita para la película (Keep Passing the Open Windows) fue incluida en The Works. 
Este álbum ofrece ciertos paralelismos con The Game (1980), ya que el tema It's a Hard Life posee un coro similar a una sección de la canción Play The Game, y Man on the Prowl es similar a Crazy Little Thing Called Love.
En noviembre de 1983, Radio Ga Ga fue seleccionada como primer sencillo del álbum, la cual se convirtió en el sencillo que más tiempo estuvo en el Billboard, durante 88 semanas, de 1984 a 1986.

## Lista de canciones
| Cara A |                                    |              |          |  |
| N.º    | Título                             | Escritor(es) | Duración |  |
| 1.     | «Radio Ga Ga»                      | Taylor       | 5:50     |  |
| 2.     | «Tear It Up»                       | May          | 3:24     |  |
| 3.     | «It's a Hard Life»                 | Mercury      | 4:10     |  |
| 4.     | «Man On The Prowl»                 | Mercury      | 3:26     |  |
| 5.     | «Machines (Or 'Back To Humans')»   | Taylor, May  | 5:11     |  |
| 6.     | «I Want to Break Free»             | Deacon       | 4:19     |  |
| 7.     | «Keep Passing the Open Windows»    | Mercury      | 5:22     |  |
| 8.     | «Hammer to Fall»                   | May          | 4:25     |  |
| 9.     | «Is This the world we created...?» | Mercury, May | 2:11     |  |

| CANCIONES EXTRA |                                                          |              |          |  |
| N.º             | Título                                                   | Escritor(es) | Duración |  |
| 1.              | «Radio Ga Ga (Radio Edit)»                               | Taylor       | 5:44     |  |
| 2.              | «Radio Ga Ga (Versión extendida)»                        | Taylor       | 6:46     |  |
| 3.              | «Radio Ga Ga (Extended Instrumental Version)»            | Taylor       | 5:56     |  |
| 4.              | «I Go Crazy»                                             | May          | 3:41     |  |
| 5.              | «Tear It Up (Live At Wembley'86)»                        | May          | 2:12     |  |
| 6.              | «It's A Hard Life (Versión extendida)»                   | Mercury      | 5:02     |  |
| 7.              | «Man On The Prowl (Versión extendida)»                   | Mercury      | 5:50     |  |
| 8.              | «Machines (Instrumental)»                                | May, Taylor  | 5:08     |  |
| 9.              | «I Want To Break Free (Sencillo)»                        | Deacon       | 3:56     |  |
| 10.             | «I Want To Break Free (Versión extendida)»               | Deacon       | 7:12     |  |
| 11.             | «Keep Passing The Open Windows (Versión extendida)»      | Mercury      | 6:36     |  |
| 12.             | «Hammer To Fall (Sencillo)»                              | May          | 3:42     |  |
| 13.             | «Hammer To Fall (Headbanger's Mix)»                      | May          | 5:18     |  |
| 14.             | «Hammer To Fall (Instrumental)»                          | May          | 4:22     |  |
| 15.             | «Is This The World We Created? (Live In Rio January'85)» | Mercury, May | 2:50     |  |
| 16.             | «Thank God It's Christmas»                               | Mercury      | 4:18     |  |

| ROCK IN RIO (11/1/85) |                                 |          |  |
| N.º                   | Título                          | Duración |  |
| 1.                    | «Tie Your Mother Down»          | 3:56     |  |
| 2.                    | «Seven Seas Of Rhye»            | 1:08     |  |
| 3.                    | «Keep Yourself Alive»           | 2:44     |  |
| 4.                    | «Liar»                          | 1:55     |  |
| 5.                    | «It's A Hard Life»              | 4:37     |  |
| 6.                    | «Now I'm Here»                  | 5:24     |  |
| 7.                    | «Is This The World We Created?» | 2:50     |  |
| 8.                    | «Love Of My Life»               | 4:36     |  |
| 9.                    | «Brighton Rock»                 | 3:02     |  |
| 10.                   | «Hammer To Fall»                | 5:00     |  |
| 11.                   | «Bohemian Rhapsody»             | 5:18     |  |
| 12.                   | «Radio Ga Ga»                   | 5:42     |  |
| 13.                   | «I Want To Break Free»          | 4:20     |  |
| 14.                   | «We Will Rock You»              | 2:28     |  |
| 15.                   | «We Are The Champions»          | 4:05     |  |
| 16.                   | «God Save The Queen»            | 1:10     |  |

| FINAL LIVE IN JAPAN (11/5/85) |                                  |          |  |
| N.º                           | Título                           | Duración |  |
| 1.                            | «Machines (Intro)»               | 1:47     |  |
| 2.                            | «Tear It Up»                     | 1:42     |  |
| 3.                            | «Tie Your Mother Down»           | 3:43     |  |
| 4.                            | «Under Pressure»                 | 3:36     |  |
| 5.                            | «Somebody To Love»               | 2:38     |  |
| 6.                            | «Killer Queen»                   | 2:24     |  |
| 7.                            | «Seven Seas Of Rhye»             | 1:14     |  |
| 8.                            | «Keep Yourself Alive»            | 2:35     |  |
| 9.                            | «Liar»                           | 1:58     |  |
| 10.                           | «Instrumental Inferno»           | 4:32     |  |
| 11.                           | «It's A Hard Life»               | 4:16     |  |
| 12.                           | «Impromptu»                      | 1:41     |  |
| 13.                           | «Now I'm Here»                   | 4:21     |  |
| 14.                           | «Is This The World We Created?»  | 2:54     |  |
| 15.                           | «Love Of My Life»                | 4:30     |  |
| 16.                           | «Another One Bites The Dust»     | 3:52     |  |
| 17.                           | «Mustapha»                       | 0:26     |  |
| 18.                           | «Hammer To Fall»                 | 5:09     |  |
| 19.                           | «Crazy Little Thing Called Love» | 3:44     |  |
| 20.                           | «Bohemian Rhapsody»              | 5:04     |  |
| 21.                           | «Radio Ga Ga»                    | 5:55     |  |
| 22.                           | «I Want To Break Free»           | 3:21     |  |
| 23.                           | «We Will Rock You»               | 3:18     |  |
| 24.                           | «We Are The Champions»           | 3:50     |  |
| 25.                           | «God Save The Queen (Outro)»     | 1:14     |  |

| LIVE AID (Wembley Stadium 13/7/85) |                                  |          |  |
| N.º                                | Título                           | Duración |  |
| 1.                                 | «Bohemian Rhapsody»              | 2:32     |  |
| 2.                                 | «Radio Ga Ga»                    | 4:02     |  |
| 3.                                 | «Hammer To Fall»                 | 4:00     |  |
| 4.                                 | «Crazy Little Thing Called Love» | 3:26     |  |
| 5.                                 | «We Will Rock You»               | 1:13     |  |
| 6.                                 | «We Are The Champions»           | 3:26     |  |

## Sencillos
Por primera y única vez en su carrera, todas las canciones de un álbum de Queen fueron utilizadas como sencillos para lados A o B (incluyendo I Go Crazy de que pertenecía al álbum propiamente dicho). A partir de aquí, el grupo comenzó a lanzar sencillos dentro del Reino Unido con su propia numeración de catálogo.
| Número    | Formato         | Lado A                                               | Lado B                                                                                 | Fecha de lanzamiento (Reino Unido) |
| --------- | --------------- | ---------------------------------------------------- | -------------------------------------------------------------------------------------- | ---------------------------------- |
| QUEEN 1   | Sencillo de 7"  | Radio Ga Ga                                          | I Go Crazy                                                                             | —                                  |
| 12QUEEN 1 | Sencillo de 12" | Radio Ga Ga (versión extendida)                      | Radio Ga Ga (versión instrumental)/I Go Crazy                                          | 23 de enero de 1984                |
| QUEEN 2   | Sencillo de 7"  | I Want to Break Free (remixada)                      | Machines (or 'Back to Humans')                                                         | —                                  |
| 12QUEEN 2 | Sencillo de 12" | I Want to Break Free (remixada)                      | Machines (or 'Back to Humans')                                                         | 2 de abril de 1984                 |
| QUEEN 3   | Sencillo de 7"  | It's a Hard Life                                     | Is This the World We Created...?                                                       | —                                  |
| 12QUEEN 3 | Sencillo de 12" | It's a Hard Life (versión extendida)                 | Is This the World We Created...?                                                       | 16 de julio de 1984                |
| QUEEN 4   | Sencillo de 7"  | Hammer to Fall (edición headbanger)                  | Tear It Up                                                                             | —                                  |
| 12QUEEN 4 | Sencillo de 12" | Hammer to Fall (headbanger)                          | Tear It Up                                                                             | 10 de septiembre de 1984           |
| QUEEN 5   | Sencillo de 7"  | Thank God It's Christmas (no perteneciente al álbum) | Man on the Prowl/Keep Passing the Open Windows                                         | —                                  |
| 12QUEEN 5 | Sencillo de 12" | Thank God It's Christmas                             | Man on the Prowl (versión extendida)/Keep Passing the Open Windows (versión extendida) | 26 de noviembre de 1984            |

### Otros
| Formato                                   | Lado A                                   | Lado B                                                   |
| ----------------------------------------- | ---------------------------------------- | -------------------------------------------------------- |
| Sencillo estadounidense de 7"             | Radio Ga Ga (edición estadounidense)     | I Go Crazy                                               |
| Sencillo estadounidense promocional de 7" | I Want to Break Free (sencillo remixado) | I Want to Break Free (edición especial, sencillo de 7" ) |
| Sencillo estadounidense de 7"             | I Want to Break Free (sencillo remixado) | Machines (or 'Back to Humans') (versión instrumental)    |

## Rankings musicales y ventas
| País           | Ranking        | Ranking | Ventas        | Ventas    |
|                | Mejor posición | Semanas | Certificación | Ventas    |
| -------------- | -------------- | ------- | ------------- | --------- |
| México         | 1              | 32      | Platino       | 110.000   |
| Holanda        | 1              |         | Oro           | 50.000    |
| Portugal       | 1              |         | Oro           | 20.000    |
| Austria        | 2              | 40      | Platino       | 50.000    |
| Noruega        | 2              | 10      |               |           |
| Reino Unido    | 2              | 93      | Platino       | 1.000.000 |
| Alemania       | 3              |         | Oro           | 250.000   |
| Argentina      | 3              | 32      | Platino       | 90.000    |
| Suecia         | 3              | 5       |               |           |
| Suiza          | 3              | 32      | Platino       | 50.000    |
| España         | 4              |         | Oro           | 50.000    |
| Japón          | 7              |         |               | 100.000   |
| Estados Unidos | 23             | 20      | Oro           | 600.000   |

## Datos relevantes
- En el video de la canción I Want To Break Free, los miembros de la banda se disfrazan de mujeres y parodian una serie llamada "Coronation Street". Al respecto, Roger Taylor dijo: "Queríamos algo distinto. Nuestros videos eran muy monótonos". La cadena MTV se negó a emitir el video en los Estados Unidos. Este video provocó que se perdiera el mercado estadounidense para siempre.
- Se editaron cuatro cortes de difusión (Radio Ga Ga/I Go Crazy, I Want To Break Free/Machines, It´s A Hard Life/Man On The Prowl y Hammer To Fall/Tear It Up). A través de ellos, Queen se convirtió en el primer grupo en lanzar cuatro temas de difusión compuestos por cada integrante.
- Radio Ga Ga fue la primera canción de Queen en ser grabada en Estados Unidos.
- En el video de Radio Ga Ga se pueden apreciar clips de la película Metrópolis de Fritz Lang. Mercury había colaborado en la reedición de la película por parte de Giorgio Moroder con la canción Love Kills en 1984.
- Love Kills iba a ser incluido en The Works pero se descartó la idea. También la canción Let Me In Your Heart Again las 2 lanzadas en 2014
- Durante la gira de este álbum (The Works Tour) la banda había asignado en concierto en Chile como parte de esta, pero la esposa le exigió a su esposo Augusto Pinochet, no realizar los conciertos que iban a ver, debido al tipo de peinado que tenía Brian May y por el video de I Want to break free.